# Henry Winslow
Pour les articles homonymes, voir Winslow.
Henry Winslow (1874-1953) est un peintre, dessinateur, graveur et poète américain, qui vécut une grande partie de sa vie en Europe.

## Biographie
La vie de ce graveur est à ce jour peu connue. Né à Boston, Henry Winslow est étudiant aux Beaux-Arts de Paris et croise Whistler, avant 1901, date à laquelle ce dernier retourne définitivement à Londres. Au départ désireux d'être architecte, Henry Winslow est présent dans la capitale française au début du XXe siècle et se lie aux artistes américains venue y étudier. Il part ensuite à New York et fréquente une communauté d'artistes (Cos Cob art colony (en)) établie à Cos Cob, où Winslow, premier graveur du cercle, influencera Kerr Eby (en) et Childe Hassam. Il y rencontre par exemple vers 1907 Henry Wilfrid Deville qu'il initie à l'eau forte. Il revient à Paris temporairement. Le British Museum conserve des eaux fortes de Winslow inspirées de rues parisiennes et de paysages français, ainsi que des vues de New York, datant d'avant la Première Guerre mondiale.
En 1914, Winslow publie l'album The Etching of Landscapes, avec les graveurs Allen Lewis (1873-1957) et Franklin Tyler Wood (1887-1945) et édité par Chicago Society of Etchers ; tous exposent leurs gravures à l'Art Institute of Chicago ; fondée en 1910, à l'initiative de Bertha Jaques, cette association américaine de graveurs est la première de ce pays à rassembler des aquafortistes.
Produisant par ailleurs de nombreuses aquarelles, Henry Winslow s'installe à Londres, St John's Wood, après guerre, et voyage en Italie (Rome, Venise). En juin 1928, son travail de graveur est montrée à la Bibliothèque nationale, dans le cadre de l'Exposition de la gravure moderne américaine, curatée par Frank Weitenkampf.
En 1953, un unique recueil de ses poèmes est publié à Locarno par Arti Grafiche Carminati.
Le musée des Beaux-Arts de Boston conserve une quarantaine d'estampes de cet artiste.